# Estação Ferroviária de Malanje
Malanje é uma interface ferroviária no Caminho de Ferro de Luanda que serve a cidade de Malanje, capital da província de Malanje, em Angola.

## Serviços
A interface é o terminal do serviço de longo curso do Caminho de Ferro de Luanda.